# Araneoidea
Araneoidea je takson araneomorfnih paukova, zvanih „araneoidi”, koji se tretiraju kao nadporodica. Kao i kod mnogih takvih grupa, njeni okviri su varirali; posebno neke porodice koje su se u jednom trenutku preselile u Palpimanoidea nedavno su vraćene u Araneoidea. Tretman iz 2014. uključuje 18 porodica, pri čemu araneoidi čine oko 26% od ukupnog broja poznatih vrsta pauka; tretman iz 2016. uključuje u suštini iste taksone, ali sada podeljene u 17 porodica.